# Lembit Rajala
Lembit Rajala (1 december 1970) is een voormalig profvoetballer uit Estland, die speelde als aanvaller gedurende zijn carrière. Hij kwam onder meer uit voor FC Flora Tallinn, en beëindigde zijn actieve loopbaan in 2001 bij de Finse club IFK Mariehamn.

## Interlandcarrière
Rajala kwam in totaal 26 keer (twee doelpunten) uit voor de nationale ploeg van Estland in de periode 1992-1996. Hij maakte zijn debuut onder leiding van bondscoach Uno Piir in de WK-kwalificatiewedstrijd tegen Malta (0-0) op 25 oktober 1992  in Ta' Qali, toen hij na 75 minuten aantrad als vervanger van Aleksandr Puštov. Rajala was in 1991 al in actie gekomen tijdens de twee officieuze duels die de Esten dat jaar speelden in het kader van de strijd om de Baltische Cup.

## Erelijst
FC Flora Tallinn
- Estisch landskampioen

1994, 1995
- Beker van Estland

1995
- Topscorer Meistriliiga

1996 (16 goals)